# Les malabars sont au parfum
Pour plus de détails, voir Fiche technique et Distribution.
Les malabars sont au parfum est un film français de Guy Lefranc, sorti en 1966.

## Résumé
Toutes sortes d'espions s'agitent autour de Michel dont la vache, Dorothée, produit, grâce à un traitement de son invention, 200 litres de lait par jour. On enlève Dorothée; elle est retrouvée. Mais tout le monde la désavoue à présent. Peu importe ! La productivité de Dorothée enrichira Michel et Nicole, sa femme, qui ont ouvert une rôtisserie; la mode est aux cocktails de lait.

## Fiche technique
- Réalisation : Guy Lefranc
- Scénario : Guy Lefranc, Jacques Emmanuel
- Adaptation : Jacques Emmanuel, Guy Lionel, Jean Curtelin
- Dialogue : Guy Lionel
- Assistant réalisateur : Maurice Delbez
- Photographie : Didier Tarot
- Opérateur : Guy Suzuki
- Son : Raymond Gauguier
- Décors : Jacques Mawart
- Montage : Armand Psenny
- Musique : Claude Stiermans (Éditions Hortensia et Transatlantiques)
- Script-girl : Sylvie Carré
- Régisseur général : Eléonora Yoshizama
- Régisseur extérieur : Pierre Lefait
- Maquillage : Charly Koubesserian
- Le décor de l’auberge a été tourné à l’auberge de la Dauberie "Les Mousseaux" à Pontchartrain dans les Yvelines
- Production : Optimax-Films, Cinéphonic, Les Productions Jacques Roitfeld, Les Activités Cinématographiques, Les Films Fernand Rivers (France)
- Directeur de production : Jean Mottet
- Format : Pellicule 35 mm - Noir et blanc
- Tirage aux laboratoires Eclair à Epinay-sur-Seine
- Genre : Comédie
- Durée : 85 minutes
- Date de sortie : 
  - France : 2 février 1966
- Visa d'exploitation : 30810
- Affiche : Raymond Elseviers (Belgique)

## Distribution
- Roger Pierre : François, le détective envoyé par la tante Berthe
- Jean-Marc Thibault : Michel Bouchard, l'inventeur du traitement et l'agent russe Markovitch
- Darry Cowl : Cassius Miller, dit 001, un agent indépendant recruté par les Américains
- Christiane Minazzoli : Valérie, l'agent E.22, envoyée par le ministre
- Sophie Agacinski : Nicole, la fiancée de Michel
- Francis Blanche : L'agent russe Ivanov
- Jacqueline Jefford : L'agent russe Olga
- Hélène Duc : La tante Berthe
- Henri Salvador : Le brigadier de garde Batifol
- Bernard Lavalette : Le ministre de l'agriculture
- Raymond Jourdan : Vinogradov, l’ambassadeur russe
- Gérard Darrieu : Petrossian, un agent russe
- Claude Mansard : Smirnoff, un agent russe
- Jean Droze : Un agent du ministère
- Henri Labussière : M. Pinchard, le ministre de l’intérieur
- Max Montavon : Le client de l’auberge avec le chat
- Serge Bento : Le conducteur de la quatre chevaux
- Max Amyl : Le pompiste
- Colin Drake : Le colonel Tumbled
- Albert Daumergue : Un homme entrant par la grille
- Daniel Crohem

## Autour du film
- Box-office : 1 634 936 entrées en France, dont 294 345 à Paris et en banlieue banlieue[1].